# أميسمي
أميسمي (بالإنجليزية: Amesemi)‏، هي إلهة الحماية الكوشية وزوجة أباداماك، الإله الأسد. تم تمثيلها بتاج على شكل صقر، أو مع هلال على رأسها يعلوه صقر.
في النقوش البارزة على الجبهة الشمالية لمعبد الأسد في النقا تظهر مع إيزيس، وموت، وحتحور، وساتت. بالمقارنة مع الآلهة من أصل مصري قديم، يبدو أن أميسمي تصور ممتلئة الجسم، وهو أمر نموذجي لتمثيل النساء في مروي.